# Hans Schärli
Hans Schärli (* 15. Juli 1925 in Zell LU; † 24. Mai 2014 in Schötz) war ein Schweizer Politiker (CVP) aus dem Kanton Luzern. Der katholische Gewerbepolitiker gehörte von 1975 bis 1987 dem Nationalrat an.

## Biografie
Hans Schärli wuchs in Zell LU in einer Schuhmacherfamilie auf und machte in Luzern eine Lehre als Drogist. Bereits mit 22 Jahren eröffnete er in Schötz eine eigene Drogerie. 1978 wurde Schärli Präsident des Detaillistenverbandes Kanton Luzern (DVL). Er war Mitglied der Gewerbekammer sowie der Grossen Kammer des Schweizerischen Gewerbeverbands. Bei seinem Rücktritt als DVL-Präsident 1991 wurde er zum Ehrenpräsidenten gewählt.
1986 war Schärli Präsident des Innerschweizer Komitees gegen den UNO-Beitritt der Schweiz, der in der Innerschweiz mit 82 % Nein-Stimmen (national 75,7 %) abgelehnt wurde. Dem Komitee gehörten damals u. a. der Theologe Herbert Haag, der spätere Bundesrat Kaspar Villiger, Karl Tschuppert und die spätere Luzerner Ständerätin Helen Leumann an. 2002 wurde der UNO-Beitritt in einer zweiten Abstimmung mit 54,6 % Ja-Stimmen angenommen.
Hans Schärli hatte zahlreiche Verwaltungsratsmandate inne. Er war u. a. 1983 Gründungspräsident der Luzerner Raststätten AG (Lurag), Neuenkirch, und ab 1986 Mitglied des Präsidiums, ab 1990 Präsident des Schweizerischen Nutzfahrzeugverbands (Astag).
Schärli war seit 1948 mit Margrit Schärli, geb. Ludin, verheiratet und hatte mit ihr drei Töchter und zwei Söhne, darunter den Schweizer Jazztrompeter Peter Schärli.

## Politische Karriere
Hans Schärli begann seine politische Karriere 1957 als Gemeindeammann von Schötz. Er übte dieses Amt bis 1971 aus und war während dieser Zeit gleichzeitig Geschäftsführer des Kantonalen Gemeindeammännerverbandes und Mitglied im Schweizerischen Gemeindeverband. 1971 wurde er in den Grossen Rat des Kantons Luzern und 1975 in den Nationalrat gewählt. 1979 trat er aus dem Grossen Rat zurück.
Schärli war im Nationalrat ab 1978 Präsident der Gewerbegruppe der CVP-Fraktion, ausserdem von Beginn an Mitglied in der Berufsbildungs-, später der Geschäftsprüfungs- und der Finanzkommission und schliesslich in seiner dritten Legislatur Mitglied der Finanzdelegation der eidgenössischen Räte. In seiner politischen Arbeit vertrat er vor allem die Anliegen des Gewerbes und des Einzelhandels. Daneben setzte er sich für die Ausbildung der Jugend ein.
Dank seinen Beziehungen über die gewerblichen Kreise hatte Hans Schärli guten Zugang zu anderen Fraktionen des Parlaments und deshalb auch Einfluss bei Bundesratswahlen.